# Bienkotetrix transsylvanicus
Bienkotetrix transsylvanicus је инсект из реда Orthoptera и фамилије Tetrigidae.

## Угроженост
Ова врста се сматра рањивом у погледу угрожености врсте од изумирања.

## Распрострањење
Врста има станиште у Мађарској и Румунији.